# ايرين هنت
ايرين هنت (بالإنجليزية: Irene Hunt)‏ هي ممثلة أمريكية، ولدت في 22 فبراير 1892 بنيويورك في الولايات المتحدة، وتوفيت في 13 أكتوبر 1988 في الولايات المتحدة.

## وصلات خارجية
- ايرين هنت على موقع IMDb (الإنجليزية)
- ايرين هنت على موقع أول موفي (الإنجليزية)
- ايرين هنت على موقع قاعدة بيانات الأفلام السويدية (السويدية)
- ايرين هنت على موقع قاعدة بيانات الفيلم (الإنجليزية)
- ايرين هنت على موقع كينوبويسك (الروسية)